# روبی فایندلی
روبی فایندلی (انگلیسی: Robbie Findley؛ زادهٔ ۴ اوت ۱۹۸۵) یک بازیکن فوتبال اهل ایالات متحده آمریکا است.
وی همچنین در تیم ملی فوتبال ایالات متحده آمریکا بازی کرده‌است.